# Boris Van Severen
Boris Van Severen (1989) is een Belgisch acteur die bij het grote publiek vooral bekend werd door zijn rol als rockster Davy Coppens in de film Belgica van Felix Van Groeningen.

## Biografie
Boris Van Severen studeerde in 2013 af aan het Koninklijk Conservatorium Antwerpen, afdeling kleinkunsten Zijn afstudeerproject The Great Downhill Journey of Little Tommy werd een mengvorm van theater en muziek, een concert op theatrale wijze, waarmee Van Severen op theatertournee ging. De voorstelling werd ook geselecteerd voor het Circuit X-programma van het Vlaamse Theaterfestival.
Op het Filmfestival van Oostende 2016 werd hij door festivalmaster Kevin Janssens geselecteerd als een van de 8 Young Stars, jonge creatieve talenten.
Sinds 2017 is hij actief in het theatercollectief Het KIP.
Van Severen is een zoon van de bekende Belgische meubelontwerper en interieurarchitect Maarten Van Severen en tevens zelf vader van drie kinderen.
In het najaar van 2022 nam hij deel aan De Allerslimste Mens ter Wereld waar hij 1 aflevering deelnam.
In 2023 zong hij in het 3de seizoen van The Masked Singer als Hippo en eindigde hij na 11 weken in de halve finale 4de van de 14.

## Privé
Sinds 2020 heeft hij een relatie met Frances Lefebure, met wie hij in 2021 trouwde.

## Filmografie
| Jaar       | Titel                        | Rol               | Notitie        |
| ---------- | ---------------------------- | ----------------- | -------------- |
| 2003       | Love Machine                 |                   | Korte film     |
| 2007       | Ben X                        | Klasgenoot        | Speelfilm      |
| 2013       | Follow                       | Jongen op feestje | Speelfilm      |
| 2013       | De Ridder                    | Jonas Debels      | Tv-serie       |
| 2014       | In Vlaamse velden            | Rik               | Tv-serie       |
| 2014       | Vriendinnen                  | Jongen            | Tv-serie       |
| 2016       | Loewie                       | Loewie            | Korte film     |
| 2016       | Belgica                      | Davy Coppens      | Speelfilm      |
| 2016       | Professor T.                 | Senne Vercammen   | Tv-serie       |
| 2016       | De 16                        | Joris Weyns       | Tv-serie       |
| 2017       | Generatie B                  | Johnny            | Tv-serie       |
| 2018       | The Day the Dogs Disappeared |                   | Korte film     |
| 2018       | De Dag                       | Elektricien       | Tv-serie       |
| 2018       | Salamander                   | Jamie Capelle     | Tv-serie       |
| 2019       | Studio Tarara                | Agent Pascal      | Tv-serie       |
| 2019       | Baptiste                     | Niels Horchner    | Tv-serie       |
| 2020       | 18% Grey                     | Tibo              | Speelfilm      |
| 2020       | GR5                          | Michiel Boodts    | Tv-serie       |
| 2020       | Een Goed Jaar                | Lenny Stassen     | Tv-serie       |
| 2020       | De familie Claus             | Winkelklant       | Speelfilm      |
| 2021, 2023 | F*** You Very, Very Much     | Dries             | televisieserie |
| 2021       | Déjà Vu                      | Manu              | televisieserie |
| 2023       | Arcadia                      | Hans Maartens     | Tv-serie       |
| 2023       | Skunk                        | David             | Speelfilm      |
| 2023       | The Masked Singer            | Hippo             | 8 afleveringen |
| 2024       | The Masked Singer            | Panellid          |                |
| 2024       | Moresnet                     | Ben Schotz        | Tv-serie       |
| 2025       | Torch Song                   | Milan             | Speelfilm      |